# Funicular de Paranapiacaba
O Funicular de Paranapiacaba ou Elevador de Paranapiacaba foi um funicular ferroviário que funcionou em Paranapiacaba, Santo André, Estado de São Paulo no Brasil, construído para tracionar trens em uma subida de 796,6 metros de altitude, na Serra do Mar, para o transporte de café da cidade de Jundiaí ao Porto de Santos.
Todo o sistema foi construído pela empresa SPR, que foi fundada na Inglaterra por Irineu Evangelista de Souza, com verba de acionistas da Europa, quando buscava fundos para construção de ferrovias no Brasil. Operou até a década de 1980 com a decida completa da serra sob jurisdição inicial da São Paulo Railway (SPR), subsequentemente Estrada de Ferro Santos-Jundiaí (EFSJ), RFFSA, e por fim, sob jurisdição da ABPF, onde até 1994 houve passeio turístico até o 4° Patamar do Segundo Sistema. Hoje já não opera mais e faz parte do Museu Tecnológico Ferroviário do Funicular, mantido pela Associação Brasileira de Preservação Ferroviária.

## Primeiro Sistema do Funicular

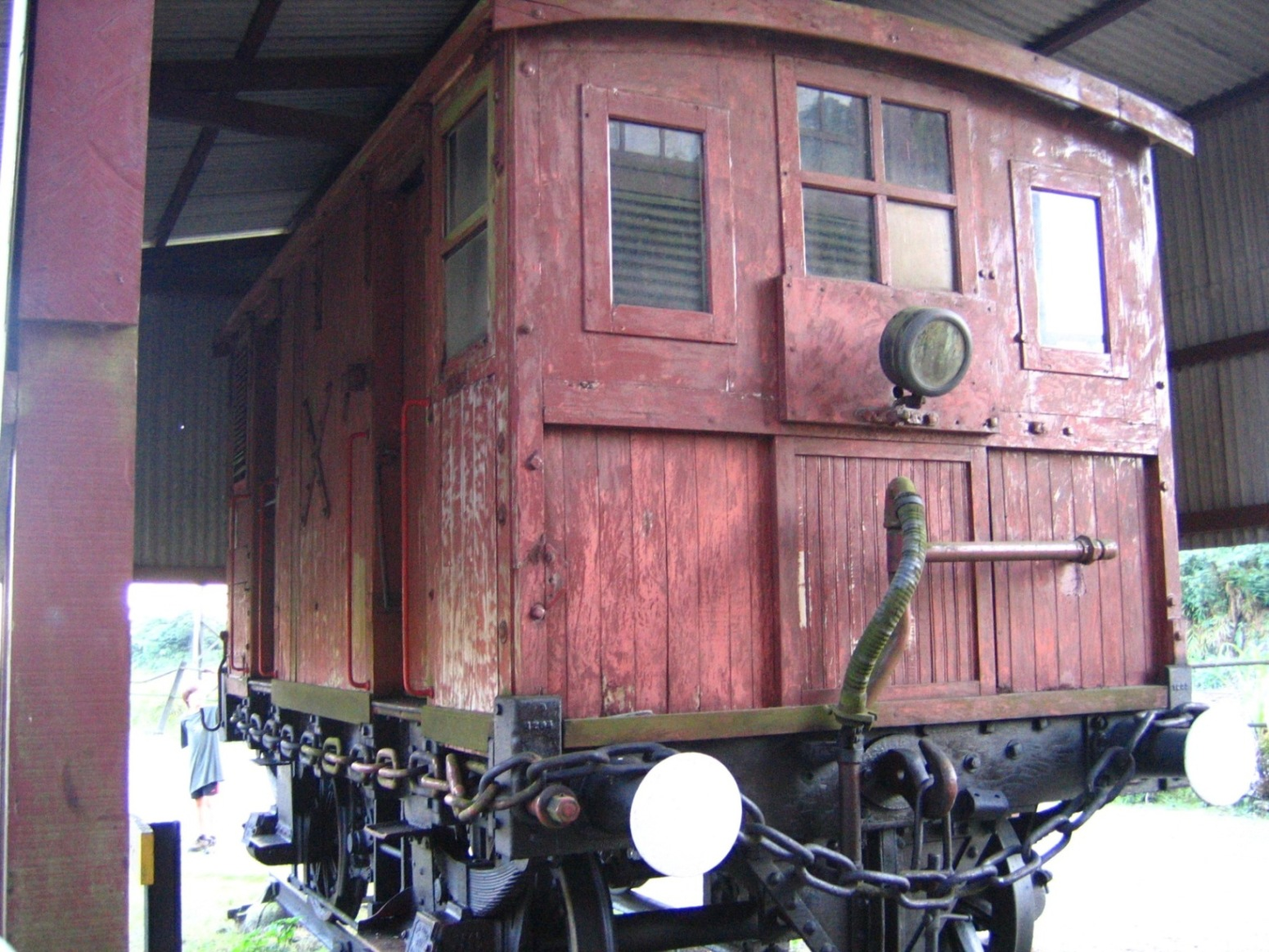
Serra Breque em exposição.

Este sistema entrou em operação em 1867, se estendia entre a Estação Paranapiacaba, no alto da serra, e a Estação Raiz da Serra, no sopé da serra, já em Cubatão. Os 8 km de extensão na Serra do Mar foram divididos em 4 patamares e 4 planos inclinados com inclinação de 10 graus.
O funicular que tinha capacidade de carga de 60 toneladas, funcionava com um sistema de contrapeso (como nos elevadores), enquanto uma composição subia, a outra descia com peso equivalente puxando a que subia para cima, sendo interligadas por um cabo de aço. Em cada um dos 4 patamares havia 1 máquina a vapor fixa, que tracionava e movimentava a roldana onde o cabo de aço fazia a volta para o plano inclinado abaixo. A água era utilizada como contrapeso, pois é abundante na região e também era utilizada para abastecer as caldeiras das máquinas fixas ao longo da serra. 
Cada ponta do cabo, tanto a que subia quanto a que descia, era presa num vagão especial com maquinista, chamado Serra Breque, que apesar de  não possuir sistema de tração própria, tinha a função de travar nos trilhos no caso do rompimento do cabo, assegurando a parada da composição. Nos patamares as composições eram movimentadas por locomotivas manobreiras a vapor.
O sistema que ficou conhecido como "Serra Velha" foi descontinuado em 1970, onde o leito original deu lugar ao sistema de Cremalheira Aderência, que entrou em operação em 1974 através da RFFSA.

## Segundo Sistema do Funicular

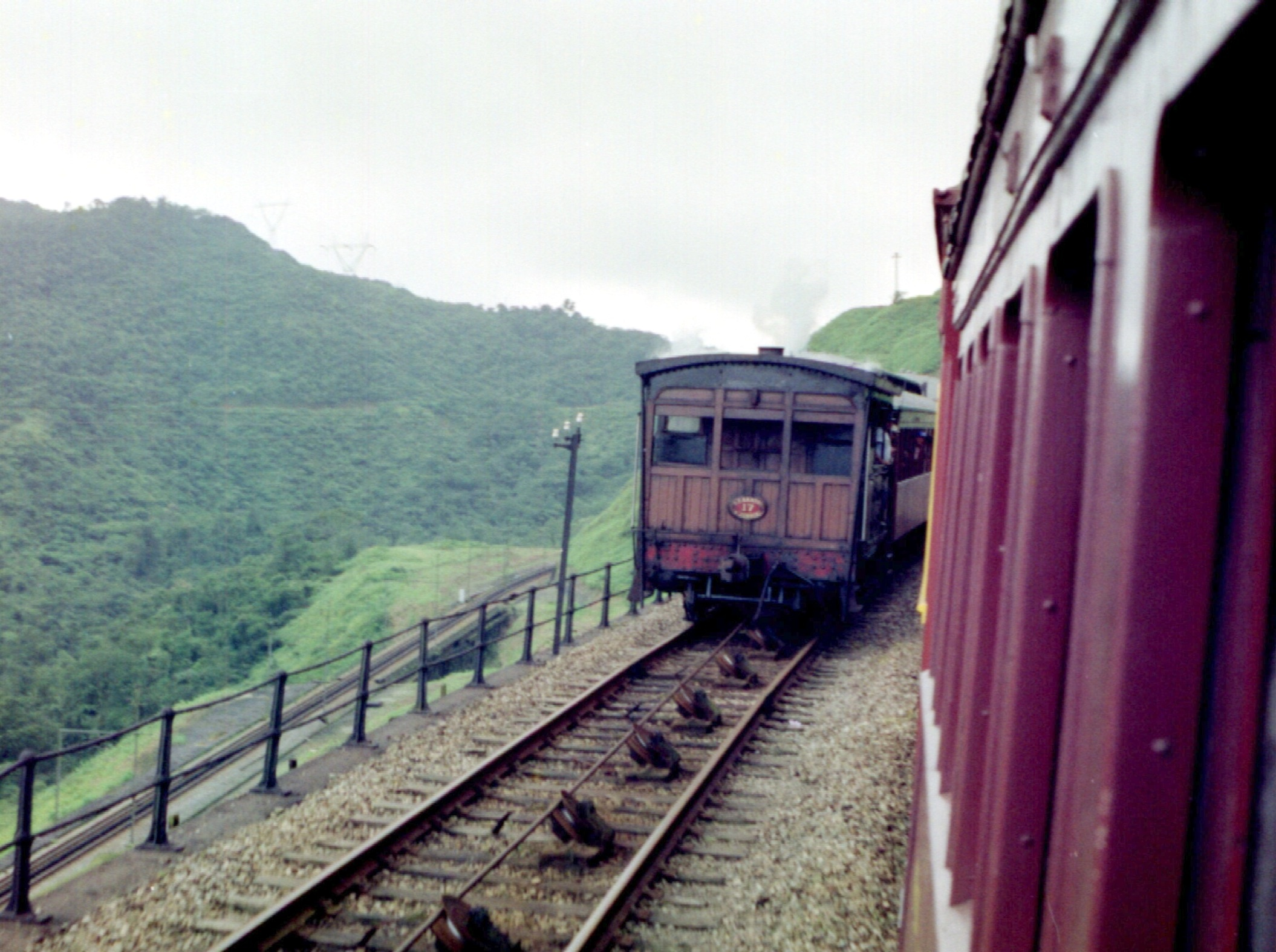
Locobreque em operação com passageiros.

Com a alta demanda pela ferrovia, em 1890 foi necessário a construção de uma nova linha que ficava paralela a linha do primeiro sistema. Conhecida como "Serra Nova", a descida passou a ter 10,5 km de extensão e inclinação mais suave de 8 graus. O trecho se estendia entre a Estação Paranapiacaba, no alto da serra, e a Estação Piaçaguera, já em Cubatão. 
Inaugurada em 1900, esta nova linha possuía atualizações tecnológicas que permitiram aumentar a capacidade de carga para 120 toneladas, sendo a Serra do Mar dividida em 5 planos inclinados e 5 patamares e a utilização de máquinas fixas maiores, num sistema endless rope.
A nova composição do maquinista chamada Locobreque, ganhou um motor a vapor e passou a ser classificada como uma locomotiva a vapor, que permitia que ela fizesse manobras nos pátios dos patamares. Mas como a composição continuava a ser tracionada pelos cabos nos planos inclinados, a locomotiva recebeu uma peça chamada tenaz, que permitia que a composição engatasse sozinha no cabo de aço, num sistema parecido com o dos teleféricos, onde o cabo passou a ser contínuo.

## Galeria

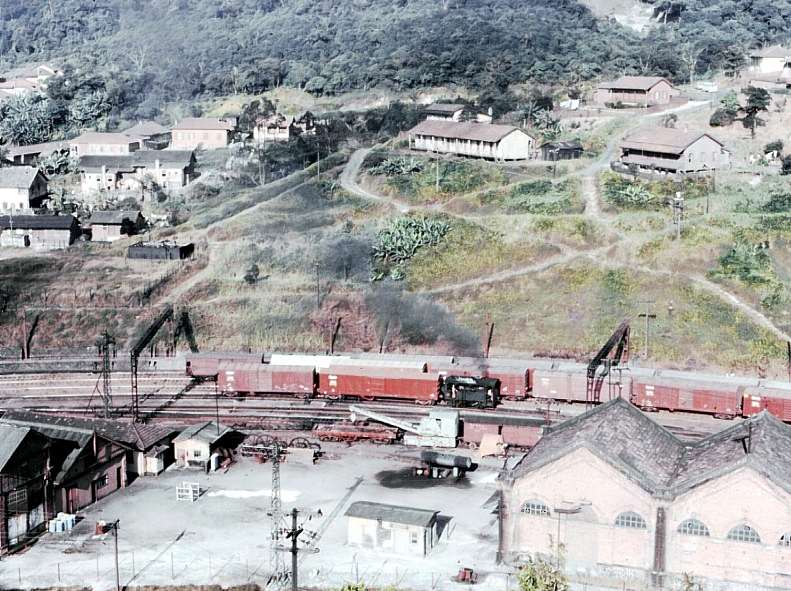
Funicular de Paranapiacaba, em 1975, operante e transportando carga
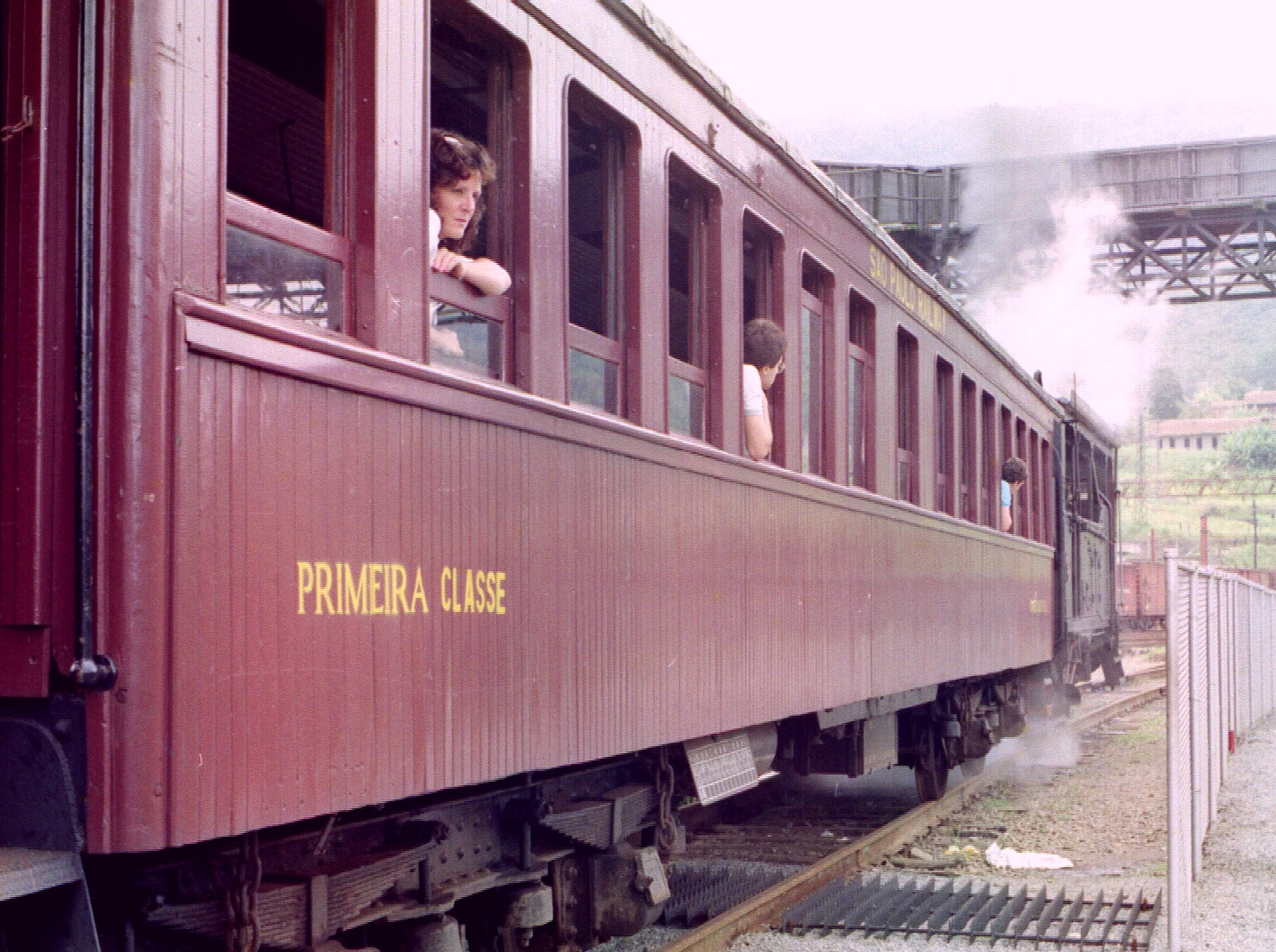
Funicular de Paranapiacaba, em 1987, operante só para turistas
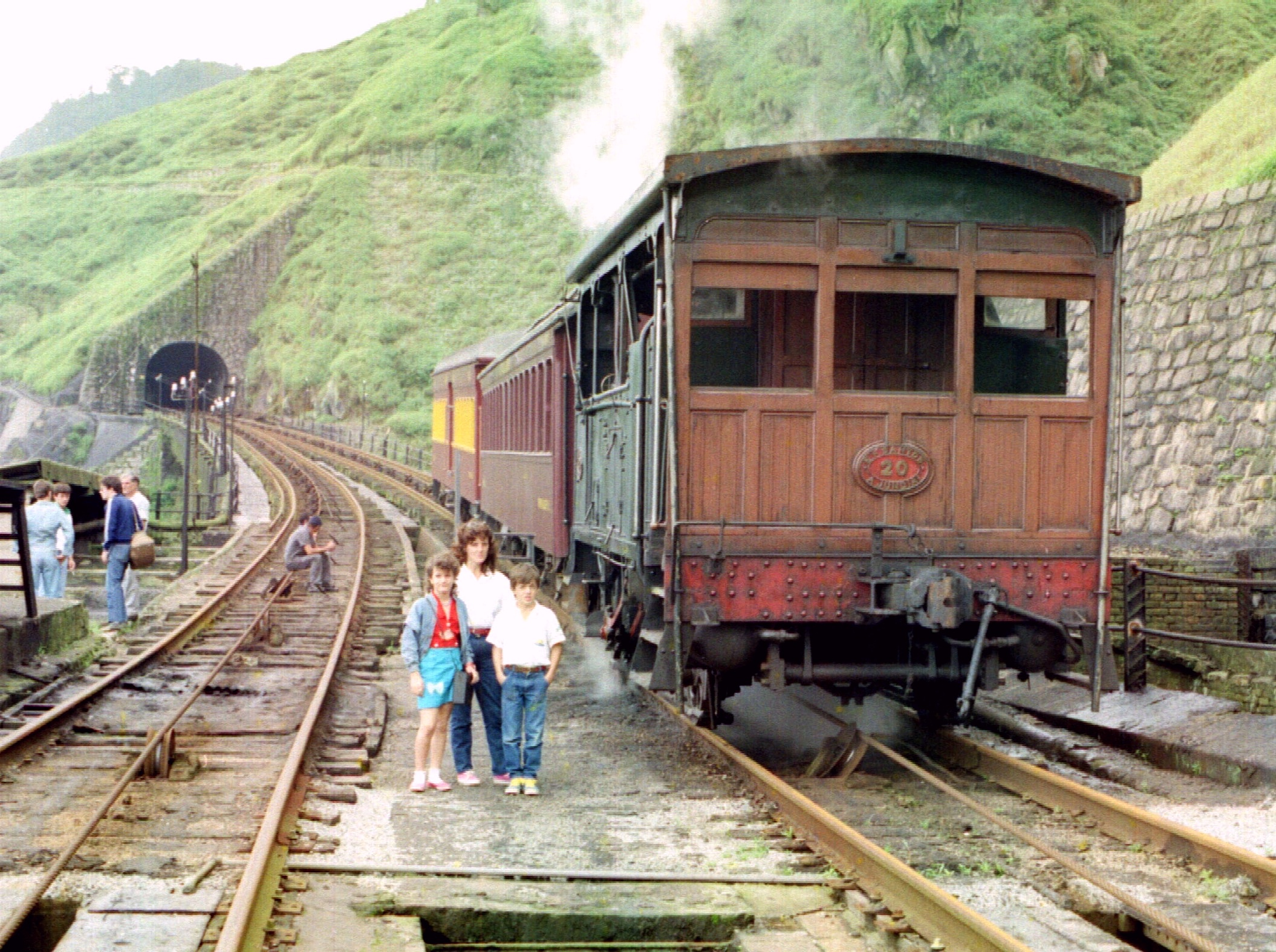
Locobreque funcionando para turistas.
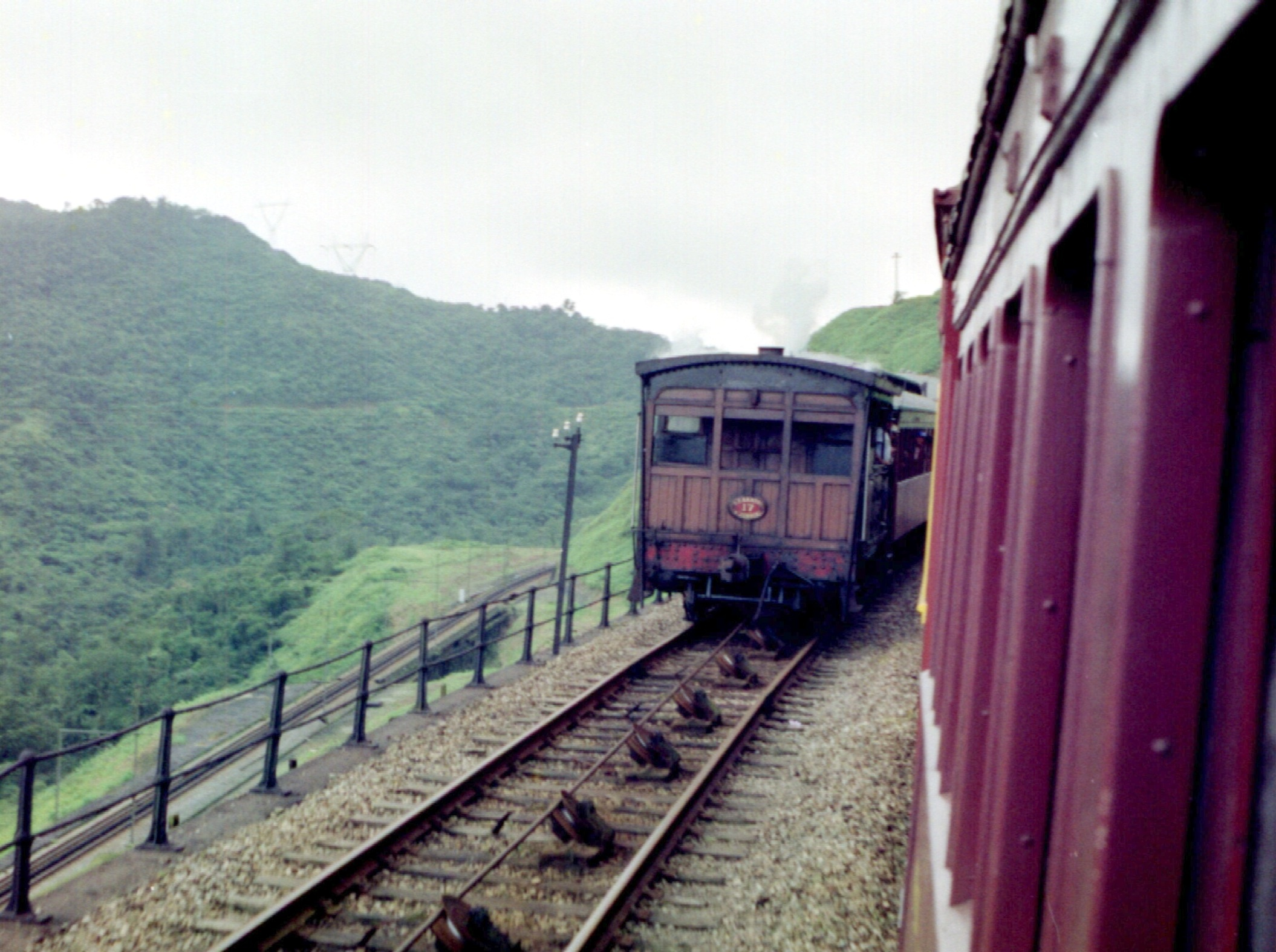
Locobreque funcionando para turistas.
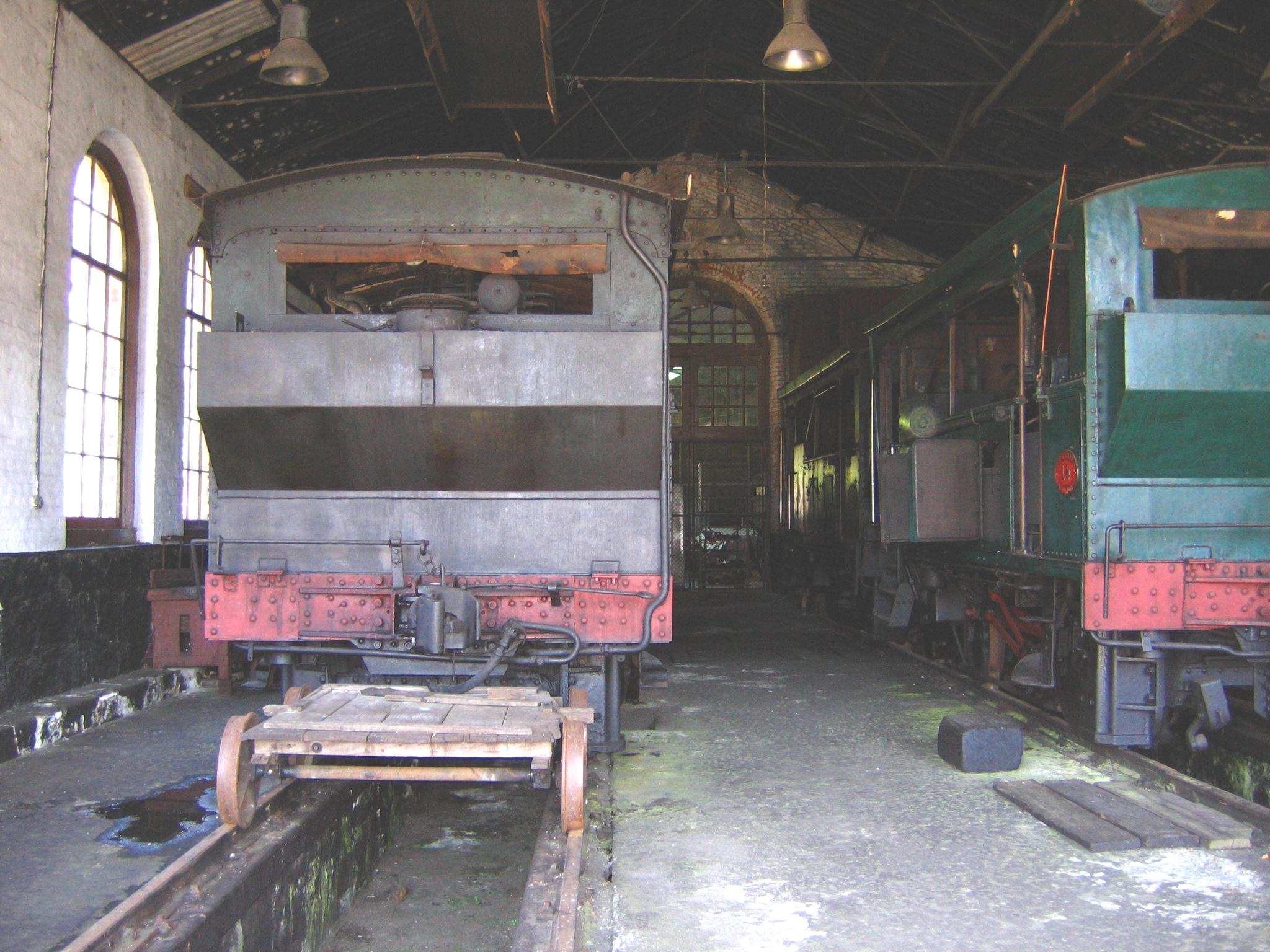
Locobreques com força motriz, estacionadas no Museu Ferroviário de Paranapiacaba.
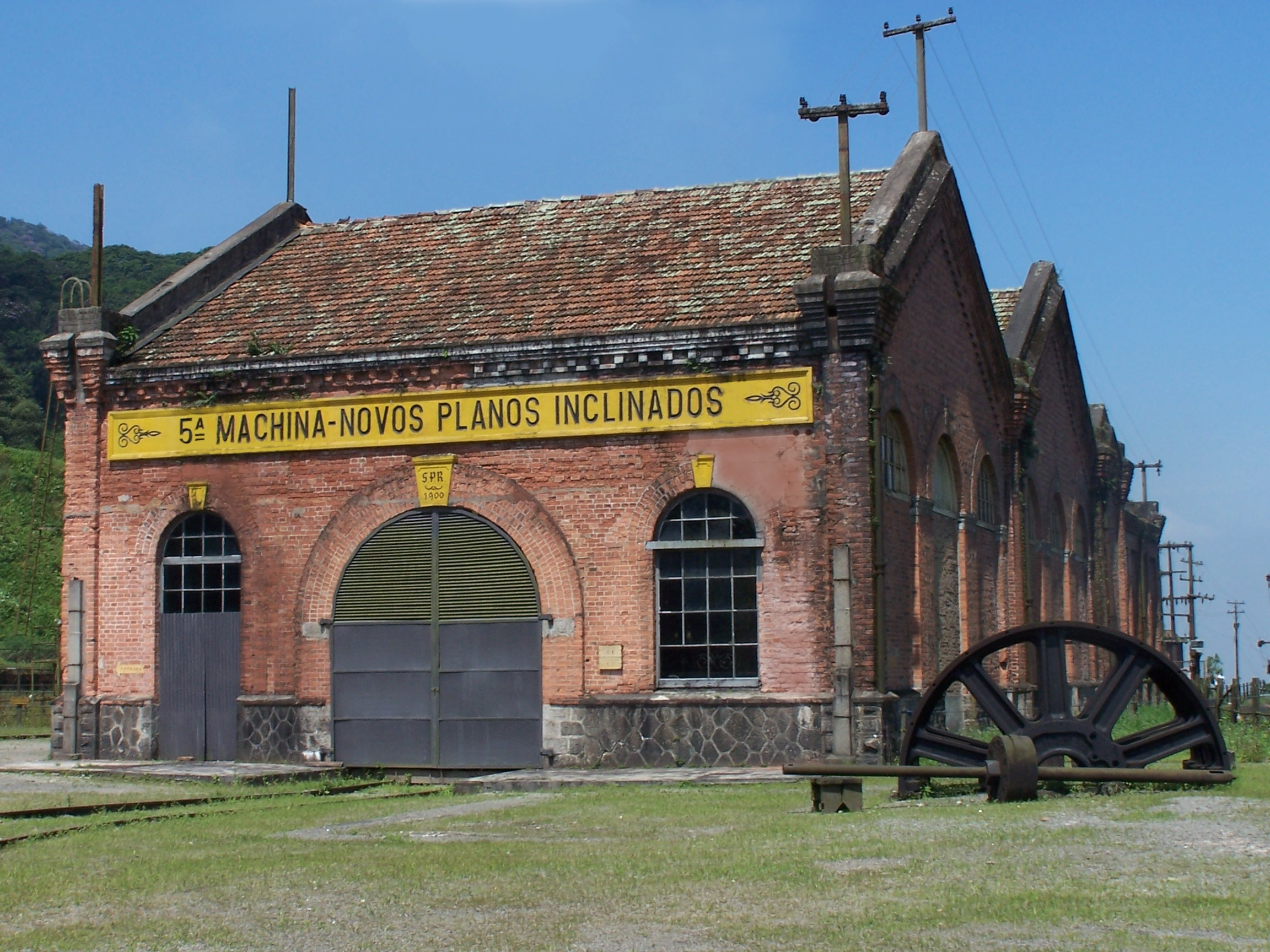
Funicular de Paranapiacaba, em 2005, inoperante - Museu
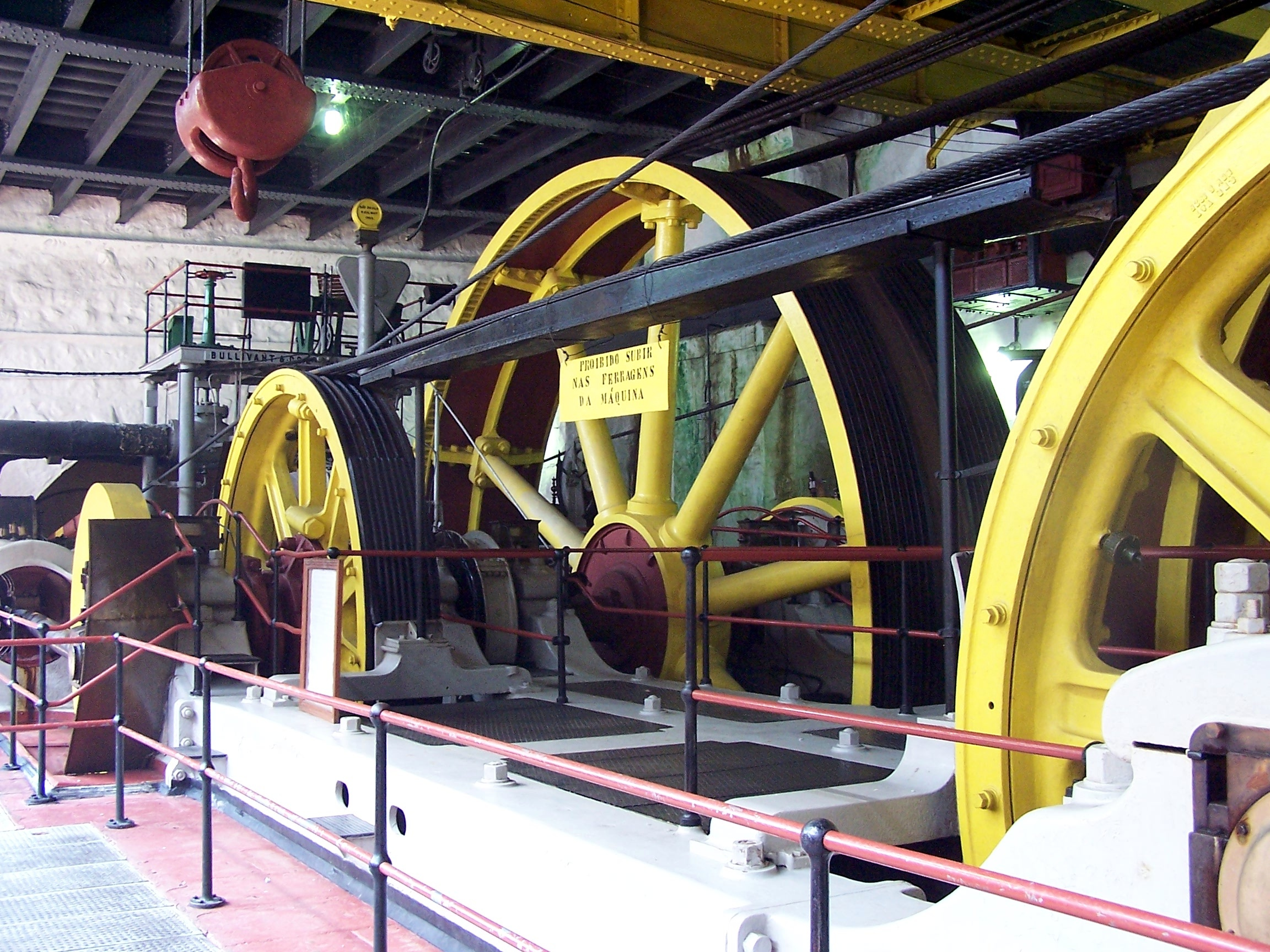
Museu do funicular - Parte subterrânea da máquina fixa - 2005
Máquina fixa 3º patamar.